# Pate (Ort)
Pate ist ein traditionsreicher Ort auf der gleichnamigen Insel Pate, der heute nur noch als kleines Dorf erscheint. Der Ort liegt an der Südwestküste der Insel. Jahrhundertelang war die Stadt Pate ein Zentrum der Swahilikultur Ostafrikas.

## Geschichte

### Pates Chronik
Pate ist nicht zuletzt berühmt durch seine Chronik, die auf das Mittelalter zurückgeht und damit die älteste verschriftete Tradition Ostafrikas darstellt.

### Gründung
Nach dieser Chronik wurde die Stadt Pate im 8. Jahrhundert von Flüchtlingen aus Oman gegründet. Nachdem diese Siedlung aufgelassen wurde, kam es zu einer Neugründung im Jahre 1204 durch Mitglieder der Familie Nabahani, die ebenfalls aus Oman stammte.
Damals sei die Stadt so mächtig geworden, dass sie die meisten Küstenstädte Ostafrikas beherrschte. Diese frühe Datierung wird allerdings von Archäologen in Zweifel gezogen.

### Blütezeit
Das 18. Jahrhundert gilt als Blütezeit Pates. Es gab eine erhebliche Bautätigkeit, die einer großen Zahl von Handwerkern Unterhalt bot. Es gibt Überreste von ausgezeichneten Stuckarbeiten, filigranem Goldschmuck, schönen Möbeln und feinen Stoffen, die in Pate hergestellt wurden. Bekannt waren damals auch die geschmückten Siwa-Hörner, von denen zwei im Lamu-Museum ausgestellt sind.
Auch die Dichtung blühte in Pate. Verse im Kiamu-Dialekt des Swahili gingen bis ins 19. Jahrhundert von Pate zu den anderen Orten der Küste.

### Verfall
Der Niedergang Pates war das Ergebnis seiner andauernden Streitigkeiten mit den Nachbarn am Ende des 18. Jahrhunderts. Im Jahre 1813 versuchten die führenden Familien Pates, im Bündnis mit den Mazrui von Mombasa die Stadt Lamu zu erobern. Dieses endete mit einer verheerenden Niederlage in der Schlacht bei Shela, dem heutigen Touristenort auf der Insel Lamu. Die Streitmacht Pates erlitt schwere Verluste, und seine Macht war damit gebrochen.

### Der Umzug nach Witu
Damit hatte Pate auch wenig Mittel, sich den Machtansprüchen Sansibars zu entziehen, das seit den 1840er Jahren die Nachfolge der nur nominellen Oberherrschaft Omans in Ostafrika angetreten hatte. Sultan Ahmad ibn Fumo Bakari aus der alten Nabahani-Familie wich 1858 auf das Festland am Tanafluss aus und ließ sich im Ort Witu nieder. Als Sansibar Pate besetzt hatte und dort um 1870 die Herrschaft selber übernahm, konnte der Sultan sich noch auf dem Festland halten. Er suchte den Kontakt zu europäischen Reisenden und bat die Afrikareisenden Clemens Denhardt und Gustav Denhardt um Vermittlung eines Bündnisvertrages mit Deutschland. Dieser Kontakt führte dann 1885 zur Errichtung eines kleinen deutschen Schutzgebietes auf 1600 km², die der Sultan den Brüdern überlassen hatte. 1890 wurde das Witugebiet dann in das deutsch-englische Abkommen über die Grenzen in Afrika einbezogen und von den Deutschen geräumt. Es dauerte weitere fünf Jahre, bis dann 1895 nach mehreren Eingriffen englischer und sansibarischer Truppen die englische Oberhoheit durchgesetzt war. Der letzte von den Engländern eingesetzte Sultan Omar-bin-Hamed sah seine Befugnisse zusehends schwinden. Mit seinem Tod im Jahre 1923 endete die aktive politische Rolle der Nabahani-Dynastie von Pate.

### Pate als Dorf
Am Ende des 19. Jahrhunderts gab es in Pate nur noch 300 Einwohner gegenüber 7000 hundert Jahre zuvor. Heute leben die Bewohner überwiegend von Fischerei und Ackerbau.